# Spooky and Sue
Spooky and Sue was een Nederlands-Brits popduo. Het duo bestond (als podiumact) uit Iwan Groeneveld en de Britse Sue Chaloner.
Groeneveld was afkomstig uit de Nederlandse band Swinging Soul Machine. Sue Chaloner werd door manager Han Meijer en producer Jaap Eggermont benaderd om het duo te vormen. Oorspronkelijk zou dat zijn met Big John Russell, maar diens jaloerse vrouw verbood dat. De 'oplossing' werd dat Russell op de opnamen van de eerste nummers te horen is en Groeneveld diens rol voor zijn rekening nam bij optredens. Tijdens de vele optredens in het land werd het duo begeleid door de Amsterdamse band Mayflower. 
De eerste en grootste hit, Swinging on a Star, was een bewerking van Bing Crosby's klassieker, waarop Big John de zang voor zijn rekening neemt. Dat was ook het geval met de opvolger You Talk Too Much, een cover van de grootste hit van Joe Jones. De derde single I've Got The Need was origineel van 'The Moments' uit 1975 en bereikte ook de top-10 en wordt nog altijd gezien als een northern soul klassieker (met name in Engeland waar northern soul groot was).
Aan het Nationaal Songfestival van 1976 namen ze deel met de single Do You Dig It. (Dit nummer was ook te zien in De ondergang van de Onan (1976) van Wim T. Schippers.) Ze eindigden als laatste. Na het songfestival reisden Spooky and Sue op uitnodiging van impresario Lou van Rees af naar de Midem in Cannes. Het succes was daar zo groot dat hun daarna een tournee door Frankrijk en Japan werd aangeboden.

Het commerciële succes viel echter tegen want de volgende single, You've Got What It Takes, kwam niet verder dan de tipparade. In 1977 startten Spooky and Sue afzonderlijk een solocarrière.
In 2000 traden Sue Chaloner en Big John Russell nog op in het KRO-programma Het gevoel van 1974 met Swinging on a Star. Big John Russell overleed op 12 september 2010 en Sue Chaloner op 1 april 2024.

## Hitnoteringen
| Single met eventuele hitnotering(en) in de Nederlandse Top 40 | Datum van verschijnen | Datum van binnenkomst | Hoogste positie | Aantal weken | Opmerkingen                   |
| ------------------------------------------------------------- | --------------------- | --------------------- | --------------- | ------------ | ----------------------------- |
| Swinging on a star                                            |                       | 28-9-1974             | 2               | 16           | #2 in de Nationale Hitparade  |
| You talk too much                                             |                       | 29-3-1975             | 7               | 8            | #9 in de Nationale Hitparade  |
| I've got the need                                             |                       | 4-10-1975             | 8               | 6            | #19 in de Nationale Hitparade |
| Do you dig it                                                 |                       | 27-3-1976             | 17              | 5            | #17 in de Nationale Hitparade |
| You've got what it takes                                      |                       | 6-11-1976             |                 | tip          |                               |

### NPO Radio 2 Top 2000
| Nummer met noteringen in de NPO Radio 2 Top 2000 | '00  | '01  | '02  |
| ------------------------------------------------ | ---- | ---- | ---- |
| Swinging on a Star                               | 1802 | 1860 | 1989 |

1. ↑  Een vetgedrukt getal geeft de hoogste notering aan.
2. ↑  2000 was het eerste jaar met een notering voor dit nummer.
3. ↑  Deze tabel is bijgewerkt tot en met de laatste editie (2024).

## Trivia
- Zangeres Sue Chaloner is de moeder van Pascal Jansen.[1][2]